# Franklin Loufrani

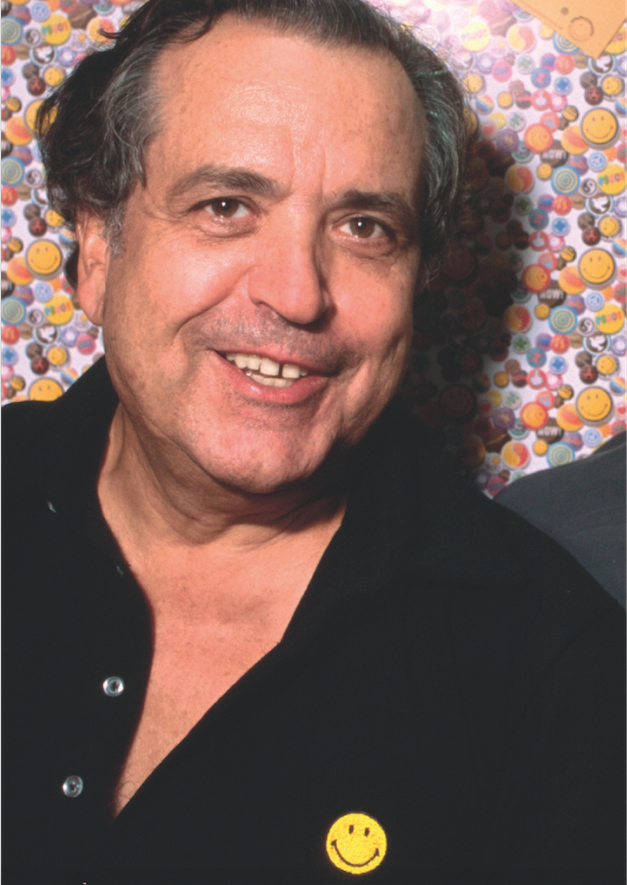
Franklin Loufrani

Franklin Loufrani (Algeri, 25 ottobre 1942) è un dirigente d'azienda francese, presidente di Smiley Company, proprietaria del marchio e del copyright della faccina sorridente e del nome Smiley in numerosi paesi.

## Biografia
Per oltre 50 anni, Franklin Loufrani ha lavorato nel mondo del giornalismo ricoprendo anche alte cariche nel settore della concessione di licenze.
La sua carriera inizia nel 1960 come redattore del quotidiano France Soir e come copywriter per l'agenzia di pubblicità Masius-Landa. Nel 1969 fonda la divisione per la concessione di licenze dell'editore Hachette in Francia, per concedere in licenza i diritti dell'elefante Babar e di altri personaggi dei libri pubblicati dalla casa editrice.
Nel 1972, Loufrani è il primo a registrare e a promuovere il marchio Smiley. La faccina sorridente veniva utilizzata per contrassegnare le buone notizie pubblicate sul quotidiano France Soir. Loufrani dà a questo simbolo il nome "Smiley" e inizia a concederne le licenze attraverso la sua società, Knowledge Management International (KIM).
Successivamente, nel 1973, viene nominato presidente e amministratore delegato di Junior Productions, la società che fungeva da agente responsabile della licenza di Marvel Comics, Hanna Barbera, Larry Harmon e di altri beni in licenza statunitensi conosciuti a livello mondiale come UFO Robot Goldrake (Yūfō Robo Gurendaizā in Giappone), la principessa Zaffiro (Ribon no Kishi in Giappone) e molti altri.
Nel 1977, lancia Télé-Junior S.A, di cui è presidente e direttore editoriale. Nel 1978, diventa inoltre direttore editoriale di Télé-Parade. All'epoca, a Loufrani venne riconosciuto il merito di aver adottato un approccio innovativo nella pubblicazione e distribuzione di riviste, dischi, cassette e videocassette con l'obiettivo di incrementare la conoscenza dei propri beni in licenza, diventando così il primo agente per la concessione di licenze a fornire assistenza ai beni concessi in licenza (Marvel, Hanna-Barbera, Larry Harmon) attraverso campagne mediatiche e pubblicitarie.
Nel 1980, Loufrani è nominato segretario generale del Syndicat des Publication Périodiques Spécialisées (S.P.P.S.) e nell'agosto dello stesso anno crea SARL Junior d'aujourd'hui, una divisione di Femmes d’Aujourd’hui.
Con l'aumentare della notorietà di Loufrani nel mondo dell'editoria, nel 1981 diventa membro del consiglio amministrativo della Fédération Nationale de la Presse Hebdomadaire et Périodique (F.N.P.H.P.), prima di diventare membro della commissione per la pubblicità di F.N.P.H.P. nel 1984.
Nell'ottobre del 1981, acquista le azioni di SARL Junior d'aujourd'hui da Femmes d'Aujourd'hui e assume la proprietà e il diritto di sfruttamento di "Télé-Junior" da parte della sua società SARL Junior Productions.
Nel frattempo, Franklin Loufrani continua a sviluppare Smiley come bene da concedere in licenza a livello mondiale e nel 1996, a Londra, Nicolas Loufrani affianca il padre nel progetto Smiley. Insieme la società per la concessione di licenze Smiley, riprendendo tutti i diritti sui marchi preesistenti che Franklin Loufrani deteneva sul logo Smiley dal 1971.

## Creazione del marchio Smiley
Nel 1971, Franklin Loufrani, su richiesta di Pierre Lazareff, redattore di uno dei principali quotidiani francesi, France Soir, crea una campagna per diffondere un po' di felicità in un momento in cui sembravano prevalere le notizie negative. Nasce così l'idea di utilizzare una semplice icona per evidenziare solo le notizie positive.
Il logo viene registrato ufficialmente come marchio in Francia, presso l'INPI, Istituto nazionale della proprietà intellettuale il 1º ottobre 1971 per le categorie di beni e servizi 1, 2, 4, 9, 14, 15, 16, 18, 20, 21, 24, 25, 28, 29, 30, 32, 33, 34, 35, 38, 39, 41.
Il logo Smiley nasce il 1º gennaio 1972, quando il quotidiano francese France Soir pubblica la campagna sulla felicità di Loufrani denominata "prendetevi il tempo di sorridere". Si tratta della prima pubblicazione e rivendicazione datata del diritto di proprietà sul diritto d'autore del logo Smiley.
La campagna riscuote subito molto successo e per la faccina sorridente Smiley si aprono ben presto nuove opportunità di licenza in numerosi settori. Il logo diventa uno dei principali fenomeni di merchandising.
La campagna Smiley viene inoltre ripresa da altri quotidiani europei come ad esempio De Telegraaf, Blick, e La Vanguardia.

## SmileyWorld Association
Nel 2005, Loufrani fonda un'associazione a scopo benefico, The SmileyWorld Association (SWA). L'obiettivo è quello di devolvere una parte degli utili della società per finanziare progetti a sfondo sociale in tutto il mondo.